# Loi fiscale de 1917
La Loi fiscale de 1917 votée le 31 juillet en pleine Première Guerre mondiale pour contribuer à l'effort de guerre a mis en place une profonde réforme de la fiscalité en France. Le texte a durci la fiscalité du capital et institué un impôt sur les bénéfices très variable selon leurs montants et avec lui le principe de l'amortissement des investissements au plan comptable, permettant de ne plus pénaliser les sociétés qui investissent le plus. Elle a favorisé, au cours des années 1920, un développement sans précédent de l'industrie en France.

## Contexte
Joseph Thierry, le ministre des finances au moment de la loi de 1917, a fortement contribué à son élaboration, dans le sillage de  la politique initiée par son prédécesseur Alexandre Ribot, devenu président du Conseil, et précédemment auteur de la réforme fiscale créant l'impôt sur le revenu, institué par la loi du 7 juillet 1914, sur la proposition de Joseph Caillaux, qui avait cependant échoué à faire voter son projet d'impôt sur la fortune.
D'autres pays durcissent et affinent leur fiscalité au même moment. Au Canada, l'impôt fédéral sur le revenu fut institué en 1917 en vertu de la "Loi de l'impôt de guerre sur le revenu". Le gouvernement fédéral canadien a commencé aussi à imposer le revenu des sociétés en 1917.

## Modalités

### Relèvement du taux des impôts existants
- Impôt général sur le revenu: la loi relève le taux le plus élevé, à 12,50 % contre 10 % pour la loi du 30 décembre 1916. Seuls les revenus importants étaient imposées (plus de 25 000 francs)[3].
- Revenus boursiers: l'impôt sur le revenu des capitaux mobiliers est fixé 6 %
- Revenus des créances, dépôts et cautionnements: la loi précise que l'impôt sur le revenu des capitaux mobiliers établi par la loi du 29 mars 1914 s'applique à eux aussi.
- Revenus immobiliers: contribution foncière des propriétés bâties et non bâties, fixé, en principal, par la loi du 29 mars 1914 à 4 % est élevé à 5 %.

### Transfert de recettes aux collectivités locales
- Le texte transforme en impôts locaux les « Quatre vieilles » contributions (patente, bâti, non bâti et mobilière), datant de 1792, désormais versés au profit des communes et des départements, tout comme l'Impôt sur les portes et fenêtres.
- En contrepartie, la loi créé un impôt sur diverses catégories de revenus, qui s'ajoute à l'impôt sur le revenu et frappe, de façon inégale, les diverses catégories de revenus. Les taux les plus faibles touchent les revenus du travail, les plus élevés ceux provenant exclusivement du capital. Dans les deux cas, le taux est aussi proportionnel aux montants. Un abattement est institué, qui varie selon l'importance de la commune où réside le contribuable et la catégorie de revenu.

### Les nouveaux impôts cédulaires, qui s'ajoutent aux autres
Le texte détaille les différentes catégories de revenus sur lesquels le nouvel impôt sera assis, en se déclinant en « impôts cédulaires »:
- bénéfices industriels et commerciaux  (4,5 %, la portion du bénéfice n'excédant pas 1 500 F étant comptée pour un quart, celle comprise entre 1 500 et 5 000 F pour un demi et le surplus pour la totalité).
- bénéfices agricoles (3,75 %)
- traitements, salaires et pensions (3,75 %)
- bénéfices des professions non commerciales (3,75 % sur la partie du bénéfice net dépassant une certaine somme qui varie suivant la résidence)

## Modes de perception
Il y a finalement 7 impôts, 6 cédulaires et un général. Ces impôts sont perçus par l'Administration des Contributions Directes au moyen de rôles nominatifs à l'exception de l'impôt sur le revenu des valeurs mobilières, créances, dépôts et cautionnements, recouvré par l'Administration de l'Enregistrement.

## Conséquences
En instituant le principe de l'amortissement comptable, qui autorise à déduire chaque année du bénéfice une fraction des investissements, la loi fiscale de 1917 a permis aux entreprises d’anticiper l’apparition des bénéfices au début du cycle d’investissement, c’est-à-dire soit au démarrage d’une activité, soit au début d’une phase d’expansion du chiffre d'affaires.
Selon Pierre Fernoux, maître de conférences à la faculté de droit de Clermont-Ferrand, en taxant davantage les revenus du patrimoine (12 %) que ceux du travail (6 %), le système ainsi mis en place favorisait le travail. Les débats furent cependant houleux : un parlementaire souligna que « l’impôt progressif produit des effets indésirables, l’envie, la délation, l’inquisition, l’émigration, les haines, les discordes civiles, la ruine et finalement les servitudes ».